# Philipp Blaurock
Philipp Blaurock (* 26. Juni 1991) ist ein ehemaliger deutscher Nordischer Kombinierer.

## Werdegang
Seine ersten internationalen Wettkämpfe bestritt Philipp Blaurock im Jahr 2005. Am 16. Januar 2009 gab er sein Debüt im Alpencup der Nordischen Kombination. In Schonach erreichte er in einem Gundersen-Wettbewerb von der Normalschanze den 41. Platz.
Rund drei Jahre später, am 28. Januar 2012, folgte in Klingenthal der erstmalige Start im Continental Cup. In dieser Wettbewerbsserie konnte er bislang zwei Podestplätze erzielen: In der Saison 2013/14 wurde er sowohl in einem Teamsprint am 8. Februar 2014 in Klingenthal gemeinsam mit Wolfgang Bösl, als auch bei einem Einzelwettkampf am 16. März 2014 im finnischen Kuusamo jeweils Dritter. Am Ende der Saison erreichte er den 13. Rang in der Gesamtwertung.
Blaurock nahm auch schon mehrfach an Wettkämpfen im Rahmen des Grand Prix der Nordischen Kombination teil. Bestes Resultat war ein 22. Platz, den er am 5. September 2015 in Oberstdorf erzielte.

## Erfolge

### Continental-Cup-Platzierungen
| Saison  | Platz | Punkte |
| ------- | ----- | ------ |
| 2011/12 | 101.  | 004    |
| 2012/13 | 043.  | 101    |
| 2013/14 | 013.  | 274    |
| 2014/15 | 024.  | 129    |
| 2015/16 | 039.  | 099    |
| 2016/17 | 043.  | 065    |
| 2017/18 | 073.  | 029    |

### Grand-Prix-Platzierungen
| Saison | Platz | Punkte |
| ------ | ----- | ------ |
| 2015   | 034.  | 009    |